# 4 de abril
4 de abril é o 94.º dia do ano no calendário gregoriano (95.º em anos bissextos). Faltam 271 dias para acabar o ano.

## Eventos históricos

1949: Fundação da Organização do Tratado do Atlântico Norte

1958: Símbolo da paz

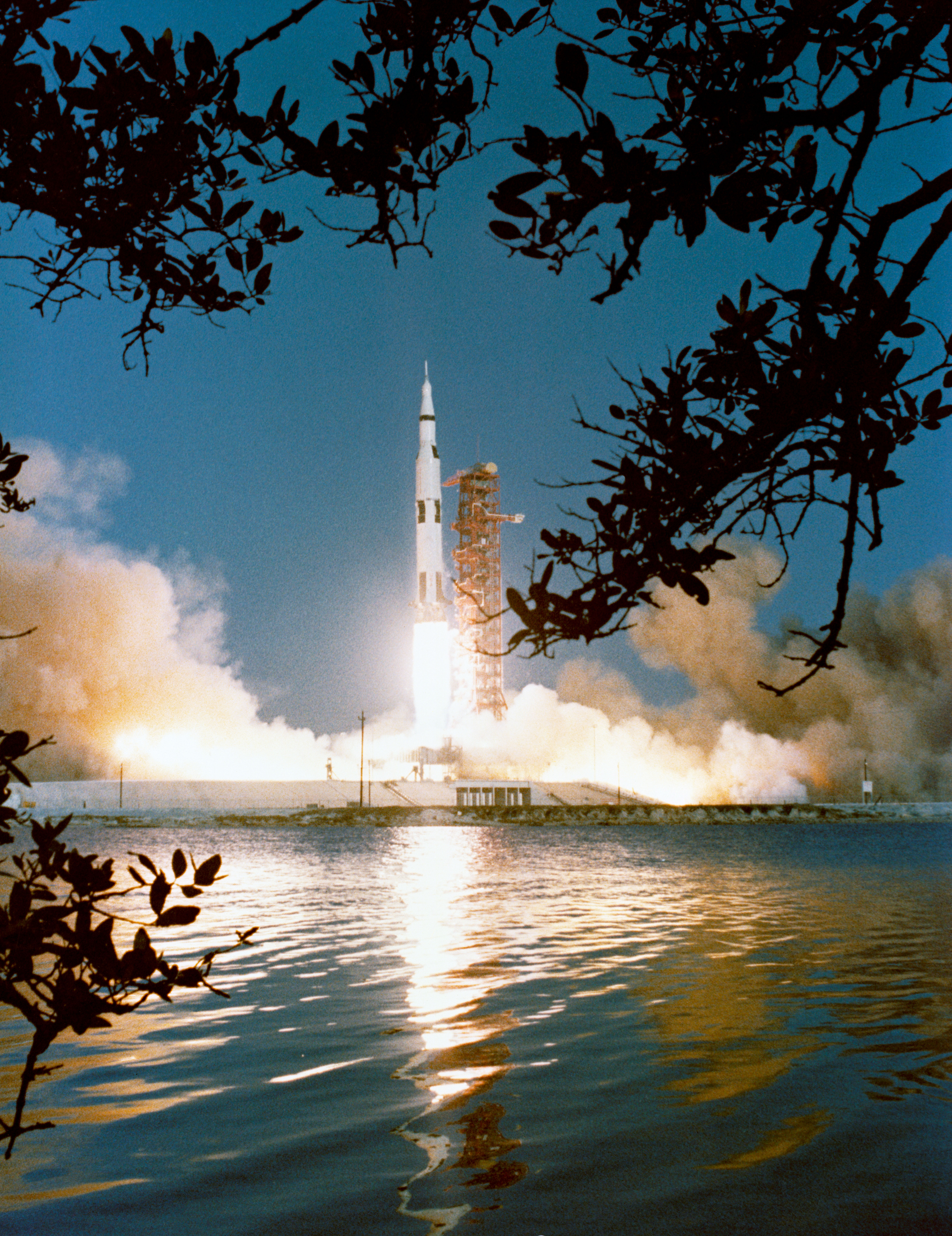
1968: Lançamento da Apollo 6

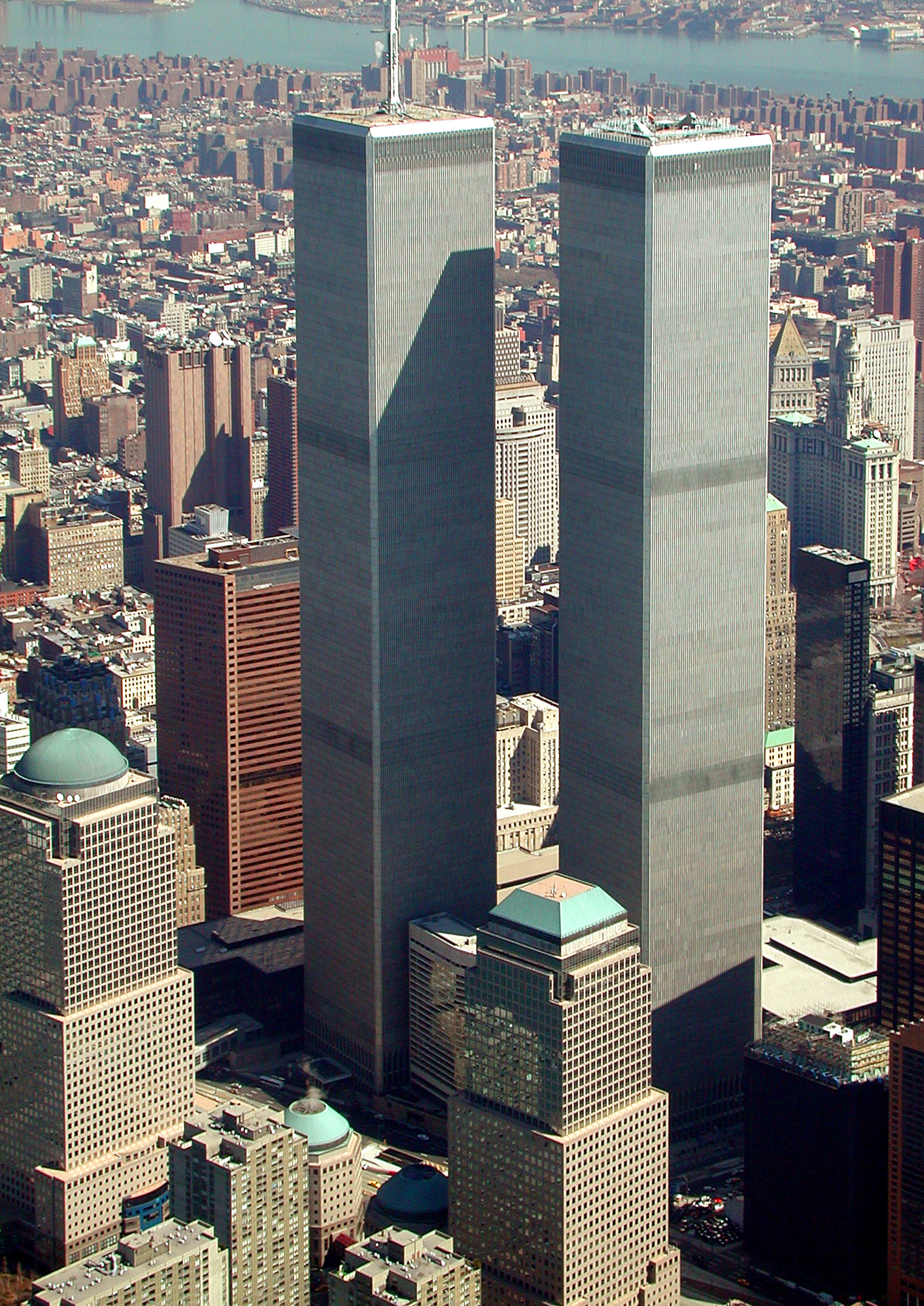
1973: Inauguração do World Trade Center, em Nova Iorque

- 503 a.C. — Segundo o triunfo romano, o cônsul Agripa Menênio Lanato celebrou um ovação para uma vitória militar sobre os sabinos.
- 0190 — O general Dong Zhuo manda suas tropas evacuarem a então capital da China Luoyang e queimá-la até o chão.[1]
- 0611 — O rei maia Uneh Chan de Calakmul saqueia a cidade-estado rival de Palenque, no sul do México.[2]
- 0801 — O rei Luís, o Piedoso, captura Barcelona dos mouros após um cerco de vários meses.[3]
- 1268 — Um tratado de paz bizantino-veneziano de cinco anos é concluído entre os enviados venezianos e o imperador Miguel VIII Paleólogo.[4]
- 1423 — Morte do doge veneziano Tommaso Mocenigo, sob cujo governo foram conquistadas vitórias contra o Reino da Hungria e contra o Império Otomano na Batalha de Gallipoli (1416).
- 1581 — Francis Drake é condecorado pela rainha Isabel I da Inglaterra por completar uma circum-navegação do mundo.
- 1609 — Mouriscos são expulsos do Reino de Valência.
- 1660 — Declaração de Breda do rei Carlos II da Escócia, Inglaterra e Irlanda promete, entre outras coisas, um perdão geral a todos os monarquistas e oponentes da monarquia por crimes cometidos durante a Guerra Civil Inglesa e o Interregno.[5]
- 1796 — Georges Cuvier profere sua primeira palestra paleontológica na École Centrale du Pantheon do Museu Nacional de História Natural sobre a vida e restos fósseis de elefantes e espécies afins, fundando a ciência da paleontologia.
- 1814 — Napoleão abdica pela primeira vez e nomeia seu filho Napoleão II como Imperador dos Franceses.
- 1818 — O Congresso dos Estados Unidos, afirmando o Segundo Congresso Continental, adota a bandeira dos Estados Unidos com 13 listras vermelhas e brancas e uma estrela para cada estado (20 na época).[6]
- 1839 — Fundação da Escola de Farmácia de Ouro Preto, hoje vinculada à Universidade Federal de Ouro Preto, Brasil.
- 1865 — Guerra Civil dos Estados Unidos: um dia depois de forças da União capturarem Richmond, Virgínia, o presidente dos Estados Unidos, Abraham Lincoln visita a capital confederada.
- 1866 — O imperador Alexandre II da Rússia escapa por pouco de uma tentativa de assassinato de Dmitry Karakozov na cidade de São Petersburgo.[7]
- 1873 — Fundado o Kennel Club, o mais antigo e oficial registro de cães de raça pura do mundo.
- 1905 — Na Índia, um terremoto atinge o vale de Kangra, 7,8 na escala de magnitude das ondas de superfície, matando 20 000 pessoas e destruindo a maioria dos edifícios em Kangra, McLeod Ganj e Dharamshala.[8]
- 1913 — Primeira Guerra dos Bálcãs: o aviador grego Emmanouil Argyropoulos se torna o primeiro piloto a morrer na Força Aérea Helênica quando seu avião cai.[9]
- 1923 — Warner Bros. Pictures abre suas portas e agora está aberta aos negócios com os quatro fundadores da empresa: Jack Warner, Harry Warner, Albert Warner e Sam Warner.
- 1925 — A Schutzstaffel (SS) é fundada na Alemanha.
- 1931 — Tem início na ilha da Madeira a Revolta da Madeira, um levantamento militar contra o governo da Ditadura Nacional.
- 1933 — O dirigível da Marinha dos Estados Unidos USS Akron naufraga na costa de Nova Jérsia devido ao mau tempo.
- 1944 — Segunda Guerra Mundial: primeiro bombardeio de refinarias de petróleo em Bucareste pelas forças anglo-americanas mata 3 000 civis.[10]
- 1945
  - Segunda Guerra Mundial: tropas soviéticas libertam a Hungria de ocupação alemã e ocupam o país.
  - Segunda Guerra Mundial: as tropas do Exército dos Estados Unidos capturam Kassel.[11]
- 1946 — O juiz e arqueólogo grego Panagiotis Poulitsas é nomeado primeiro-ministro da Grécia em meio à Guerra Civil Grega.[12]
- 1949 — Doze nações assinam o Tratado do Atlântico Norte dando origem à Organização do Tratado do Atlântico Norte (OTAN).
- 1958 — O símbolo da paz CND é mostrado ao público pela primeira vez em Londres.
- 1960 — A França compromete-se a conceder a independência da Federação do Mali, uma união do Senegal com o Sudão Francês.
- 1964 — Os Beatles ocupam as cinco primeiras posições na parada pop da Billboard Hot 100.
- 1965 — Apresentado o primeiro modelo do novo avião de caça Saab Viggen.
- 1967 — Martin Luther King Jr. profere seu discurso "Beyond Vietnam: A Time to Break Silence" na Igreja de Riverside, em Nova Iorque.
- 1968
  - Martin Luther King Jr. é assassinado por James Earl Ray, em um motel, em Memphis, Estados Unidos.
  - Programa Apollo: a NASA lança a Apollo 6.
- 1969 — Dr. Denton Cooley implanta o primeiro coração artificial temporário.
- 1973 — O World Trade Center, em Nova Iorque, é oficialmente inaugurado.
- 1975 — Fundação da Microsoft em Albuquerque, Estados Unidos, uma parceria entre Bill Gates e Paul Allen.
- 1979 — O primeiro-ministro Zulfikar Ali Bhutto do Paquistão é executado.
- 1981 — Guerra Irã-Iraque: a Força Aérea da República Islâmica do Irã monta um ataque à base aérea H-3 e destrói cerca de 50 aeronaves iraquianas.
- 1983 — O ônibus espacial Challenger faz sua viagem inaugural ao espaço.
- 1990 — A atual bandeira de Hong Kong é adotada para Hong Kong pós-colonial durante a Terceira Sessão da Sétima Assembleia Popular Nacional.[13]
- 1991 — Toma posse em Cabo Verde o governo chefiado pelo primeiro-ministro Carlos Veiga.
- 1994 — Marc Andreessen e Jim Clark fundam a Netscape Communications Corporation sob o nome Mosaic Communications Corporation.
- 1996 — O cometa Hyakutake é fotografado pela sonda NEAR Shoemaker.
- 2002 — O governo angolano e os rebeldes da UNITA assinam um tratado de paz que termina com a Guerra Civil Angolana.
- 2004 — O exército Mahdi de Moqtada al-Sadr inicia uma revolta em várias cidades e regiões do sul do Iraque depois do encerramento do jornal al-Hawza pelas forças da coligação.
- 2009 — França anuncia seu retorno à plena participação de suas forças militares na OTAN.
- 2010
  - A missão Soyuz TMA-18 da Nasa chega à Estação Espacial Internacional.
  - Um sismo de 7,2 graus na escala de Richter provoca destruição no México e nos Estados Unidos.
- 2011 — França anuncia a descoberta de mais corpos e partes intactas de fuselagem de avião no meio do Oceano Atlântico, dois anos depois da tragédia do voo Air France 447.
- 2019 — Exército Nacional Líbio lança ofensiva para capturar Trípoli, defendida pelas milícias do Governo de Unidade Nacional da Líbia.
- 2020 — China decreta luto nacional de um dia pelos mártires que morreram na luta contra o surto da doença do novo coronavírus.
- 2021 — Pelo menos 167 pessoas morrem na Indonésia e 42 pessoas em Timor-Leste morrem depois do Ciclone Seroja ter atingido a ilha de Timor.[14]
- 2023 — A Finlândia se torna membro oficial da Organização do Tratado do Atlântico Norte, assim dobrando a fronteira da Rússia com a aliança militar do Tratado do Atlântico Norte de 1949.[15]

## Nascimentos

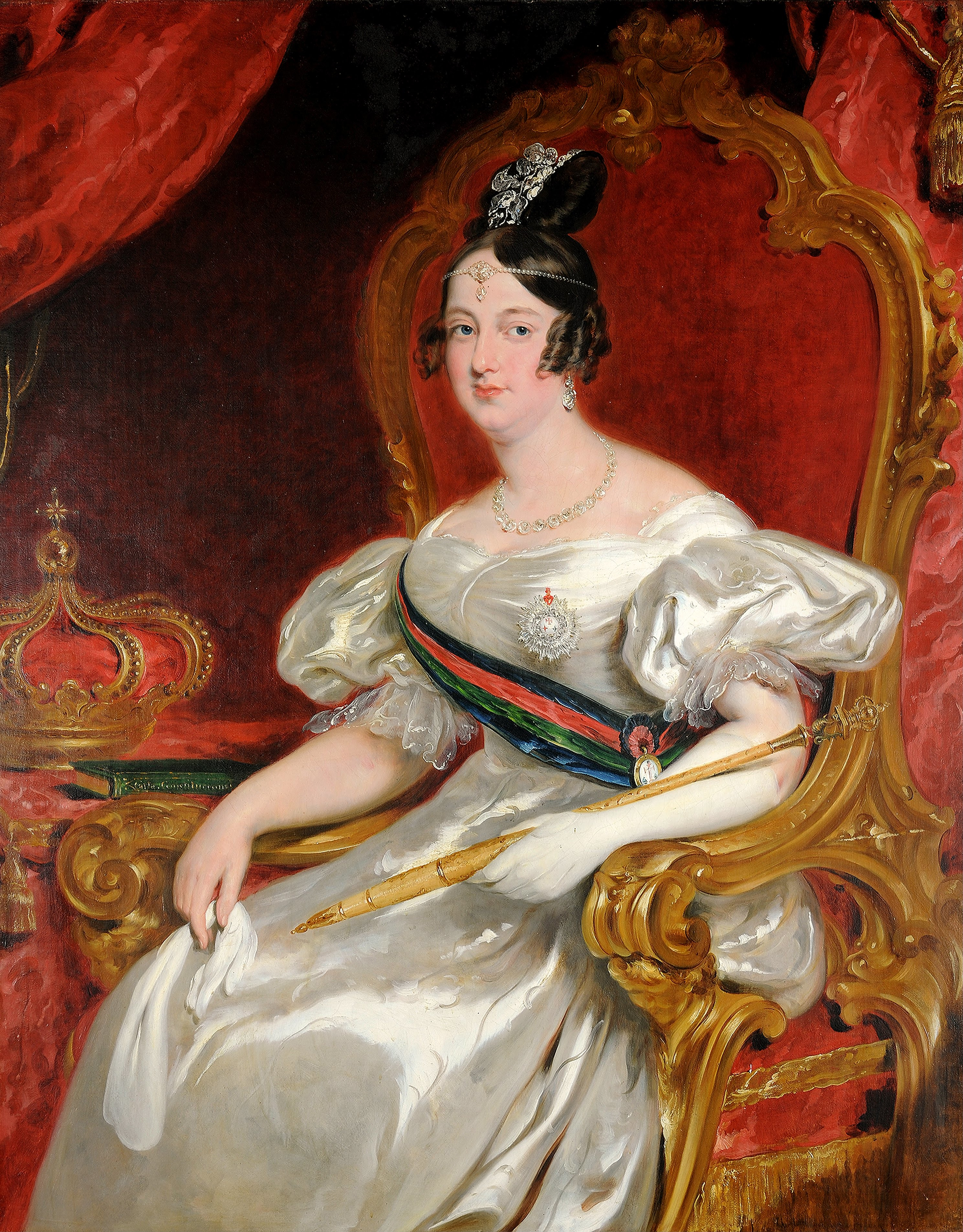
Maria II de Portugal

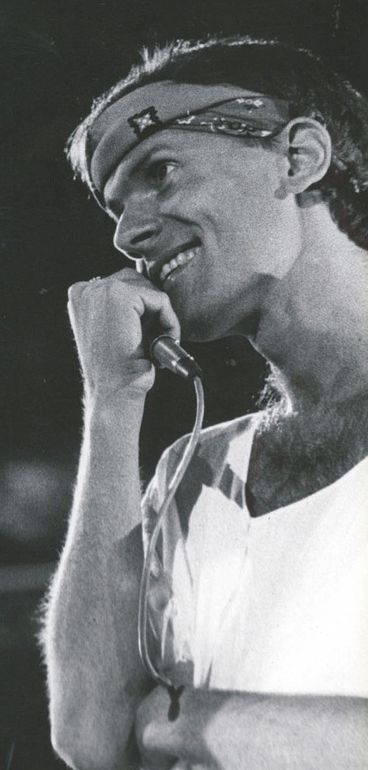
Cazuza

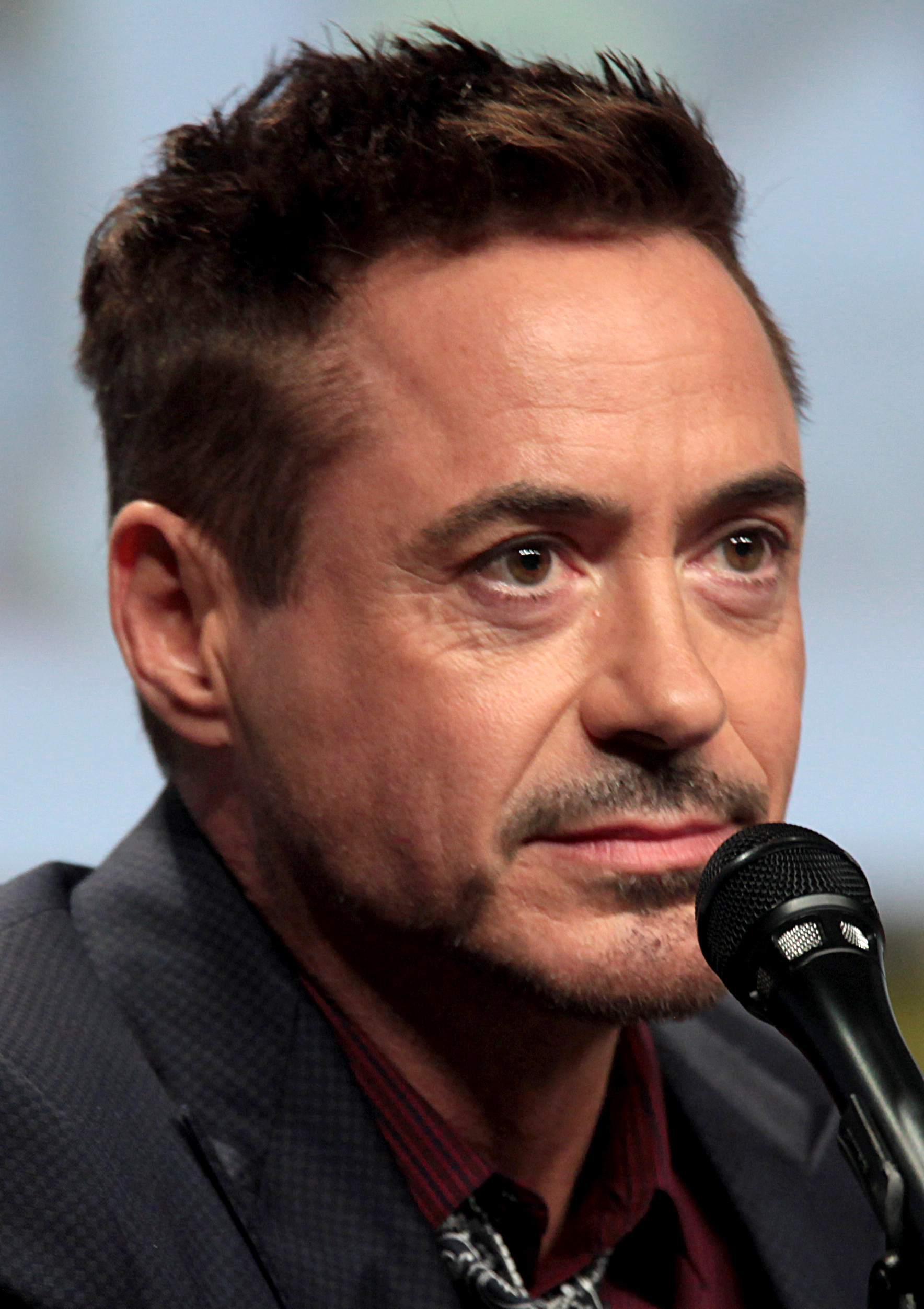
Robert Downey Jr.

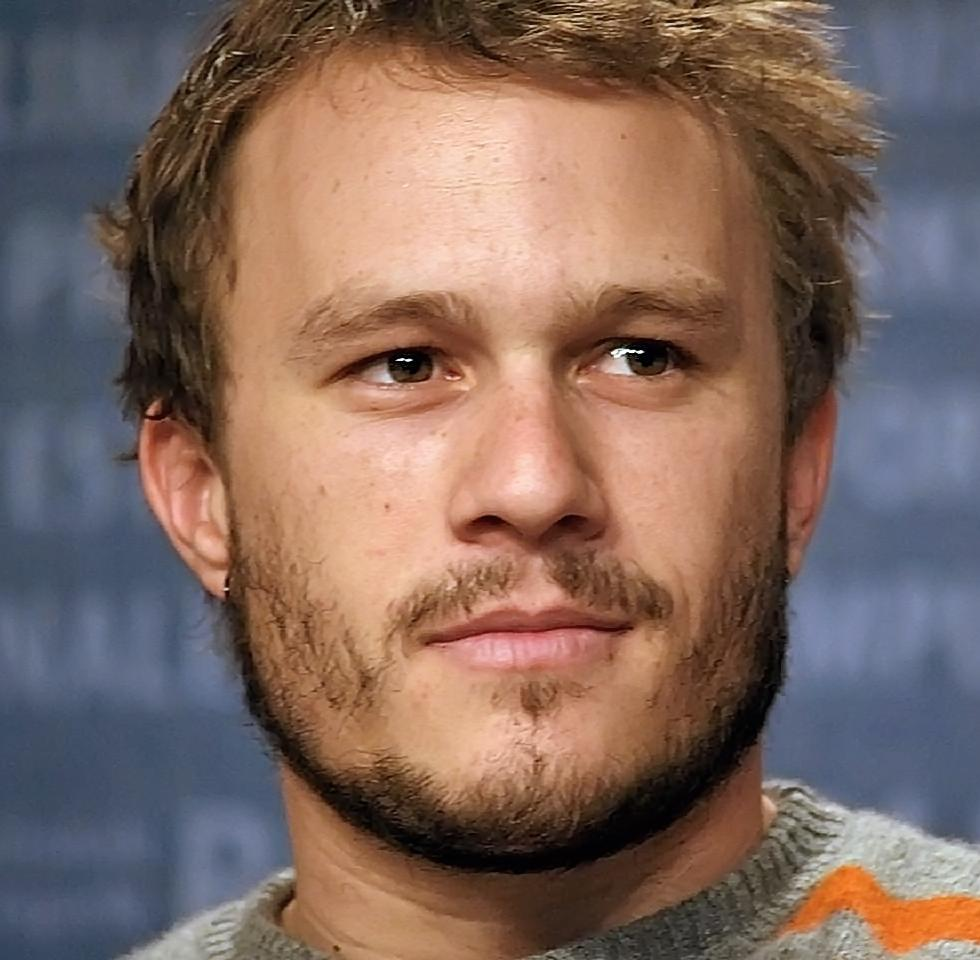
Heath Ledger

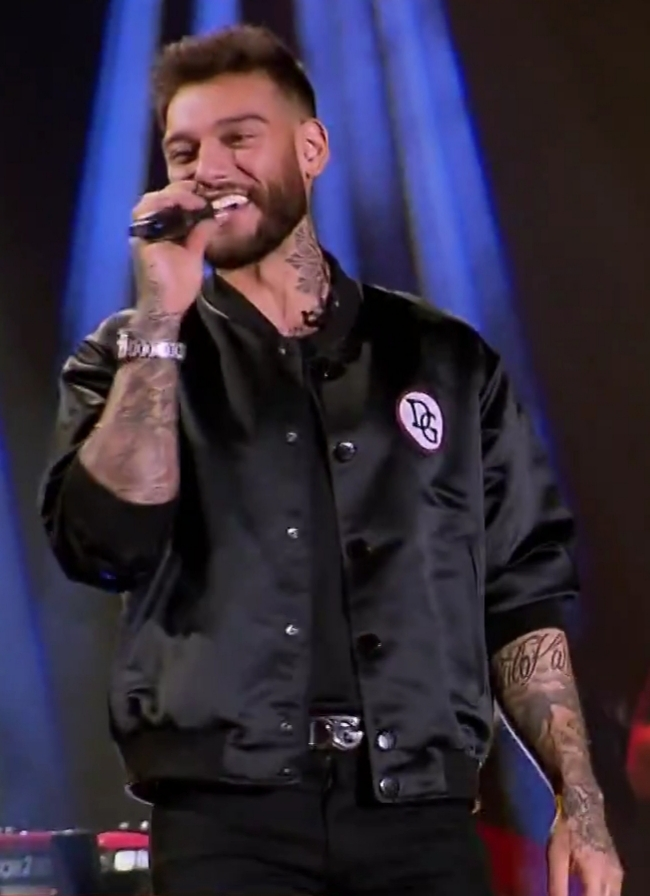
Lucas Lucco

### Anterior ao século XIX
- 0186 — Caracala, imperador romano (m. 217).
- 1640 — Gaspar Sanz, violonista, compositor e padre espanhol (m. 1710).
- 1646 — Antoine Galland, orientalista e arqueólogo francês (m. 1715).
- 1688 — Joseph-Nicolas Delisle, astrônomo e cartógrafo francês (m. 1768).
- 1718 — Benjamin Kennicott, teólogo e estudioso britânico (m. 1783).
- 1772 — Nachman de Breslau, rabino e teólogo ucraniano (m. 1810).
- 1785 — Bettina von Arnim, escritor, ilustrador e compositor alemão (m. 1859).
- 1792 — Thaddeus Stevens, advogado e político americano (m. 1868).

### Século XIX
- 1802 — Dorothea Dix, enfermeira e ativista americana (m. 1887).
- 1819 — Maria II de Portugal (m. 1853).
- 1821 — Linus Yale, engenheiro e empresário americano (m. 1868).
- 1826 — Zénobe Gramme, engenheiro belga (m. 1901).
- 1835 — John Hughlings Jackson, médico e neurologista britânico (m. 1911).
- 1842 — Édouard Lucas, matemático e teórico francês (m. 1891).
- 1843 — Hans Richter, compositor húngaro (m. 1916).
- 1846 — Conde de Lautréamont, poeta e educador uruguaio-francês (m. 1870).
- 1858 — Rémy de Gourmont, poeta, romancista e crítico francês (m. 1915).
- 1867 — Duarte Leopoldo e Silva, religioso brasileiro (m. 1938).
- 1868 — Phillippa Fawcett, matemática e educadora britânica (m. 1948).
- 1870 — George Albert Smith, religioso estadunidense (m. 1951).
- 1875 — Pierre Monteux, maestro franco-americano (m. 1964).
- 1876 — Maurice de Vlaminck, pintor e poeta francês (m. 1958).
- 1884
  - Tiago Alberione, padre italiano (m. 1971).
  - Isoroku Yamamoto, almirante japonês (m. 1943).
- 1888 — Tris Speaker, jogador e treinador de beisebol americano (m. 1958).
- 1892 — Karl Wilhelm Reinmuth, astrônomo alemão (m. 1979).
- 1896 — Robert E. Sherwood, dramaturgo e roteirista americano (m. 1955).
- 1898 — Agnes Ayres, atriz americana (m. 1940).
- 1900 — João Ribeiro de Barros, aviador brasileiro (m. 1947).

### Século XX

#### 1901–1950
- 1902
  - Louise de Vilmorin, jornalista e escritora francesa (m. 1969).
  - Stanley G. Weinbaum, escritor e poeta americano (m. 1935).
- 1906 — Bea Benaderet, atriz de televisão, rádio e dubladora turco-irlandesa-americana (m. 1968).
- 1907 — Otávio Fantoni, futebolista ítalo-brasileiro (m. 1935).
- 1913
  - Muddy Waters, cantor, compositor e guitarrista norte-americano (m. 1983).
  - Folke Lind, futebolista sueco (m. 2001).
- 1914
  - Marguerite Duras, romancista, roteirista e diretora francesa (m. 1996).
  - David Goodall, geólogo e botânico australiano (m. 2018).
- 1915 — René Taton, matemático e historiador francês (m. 2004).
- 1916
  - David White, ator americano (m. 1990).
  - Robert Charpentier, ciclista francês (m. 1966).
- 1918 — Torresmo, palhaço brasileiro (m. 1996).
- 1921
  - Elizabeth Wilson, atriz americana (m. 2015).
  - Roger Mathis, futebolista suíço (m. 2015).
- 1922
  - Dionísio Azevedo, ator e diretor brasileiro (m. 1994).
  - Bigode, futebolista brasileiro (m. 2003).
  - Elmer Bernstein, compositor e maestro estadunidense (m. 2004).
- 1923
  - Peter Vaughan, ator britânico (m. 2016).
  - Gene Reynolds, ator, diretor, produtor e roteirista americano (m. 2020).
  - Bengt Palmquist, velejador sueco (m. 1995).
- 1924
  - Bob Christie, automobilista norte-americano (m. 2009).
  - Gil Hodges, jogador e treinador de beisebol americano (m. 1972).
- 1925
  - Dettmar Cramer, futebolista e treinador de futebol alemão (m. 2015).
  - Miguel Fenelon Câmara Filho, arcebispo brasileiro (m. 2018).
- 1928
  - Maya Angelou, memorialista e poetisa americana (m. 2014).
  - Estelle Harris, atriz e comediante americana (m. 2022).
  - Augustin Diamacoune Senghor, religioso e líder separatista senegalês (m. 2007).
  - Monty Norman, cantor, compositor e produtor britânico (m. 2022).
  - Bud Tingelstad, automobilista norte-americano (m. 1958).
- 1930 — Rildo Gonçalves, ator brasileiro (m. 2017).
- 1932
  - Andrei Tarkovski, diretor e produtor russo (m. 1986).
  - Anthony Perkins, ator estadunidense (m. 1992).
  - Clive Davis, produtor musical norte-americano.
  - Richard Lugar, tenente e político americano (m. 2019).
- 1933 — Bill France Junior, empresário americano (m. 2007).
- 1935 — Kenneth Mars, ator e comediante americano (m. 2011).
- 1938 — Emile Daems, ex-ciclista belga (m. 2024).
- 1939 — Hugh Masekela, trompetista, cornetista, compositor e cantor sul-africano (m. 2018).
- 1940 — Richard Attwood, ex-automobilista britânico.
- 1942 — Michel Fourniret, assassino em série francês (m. 2021).
- 1943 — Joan Rigol, político espanhol (m. 2024).
- 1944
  - Lili Caneças, apresentadora de televisão portuguesa.
  - Nelson Prudêncio, atleta brasileiro (m. 2012).
  - Craig T. Nelson, ator, diretor, produtor e roteirista estadunidense.
- 1945 — Daniel Cohn-Bendit, educador e político franco-alemão.
- 1947 — Eliseo Soriano, líder cristão e apresentador de televisão filipino (m. 2021).
- 1948
  - Berry Oakley, baixista americano (m. 1972).
  - Dan Simmons, escritor americano.
  - Pick Withers, baterista britânico.
- 1949
  - Abdullah Öcalan, líder separatista curdo.
  - Junior Braithwaite, cantor jamaicano-americano (m. 1999).
  - Shing-Tung Yau, matemático e acadêmico sino-americano.
- 1950
  - Christine Lahti, atriz e diretora americana.
  - Charles Bernstein, poeta, crítico e editor estadunidense.

#### 1951–2000
- 1951 — John Hannah, ex-jogador e treinador de futebol americano estadunidense.
- 1952
  - Rosemarie Ackermann, atleta alemã.
  - Gary Moore, cantor, compositor, guitarrista e produtor britânico (m. 2011).
  - Karen Magnussen, ex-patinadora artística e treinadora canadense.
  - Villy Søvndal, educador e político dinamarquês.
- 1954
  - Mary-Margaret Humes, atriz estadunidense.
  - Michel Camilo, pianista e compositor dominicano.
  - Julie Carmen, atriz estadunidense.
- 1956 — David E. Kelley, roteirista e produtor de televisão estadunidense.
- 1957
  - Aki Kaurismäki, diretor, produtor e roteirista finlandês.
  - Margareth Boury, atriz e escritora brasileira.
  - Joaquín Guzmán, criminoso mexicano.
- 1958
  - Cazuza, cantor e compositor brasileiro (m. 1990).
  - Peter Baltes, baixista alemão.
  - Vichai Srivaddhanaprabha, empresário e dirigente esportivo tailandês (m. 2018).
  - Christian Danner, ex-automobilista alemão.
  - Bia Nunnes, atriz brasileira.
- 1959 — Phil Morris, ator e roteirista americano.
- 1960
  - Hugo Weaving, ator e produtor nigeriano-australiano.
  - José Peseiro, treinador de futebol português.
  - Murray Chandler, enxadrista neozelandês.
- 1961 — Félix Cruz, ex-futebolista mexicano.
- 1962 — Craig Adams, baixista e compositor britânico.
- 1963
  - Jack Del Rio, ex-jogador e treinador de futebol americano estadunidense.
  - Graham Norton, ator e apresentador de talk show irlandês.
- 1964
  - David Cross, ator, produtor e roteirista americano.
  - Jeremy McWilliams, ex-motociclista britânico.
  - Branco, ex-futebolista e treinador de futebol brasileiro.
  - Frank Yallop, ex-futebolista e treinador de futebol britânico.
- 1965
  - Elaine Zayak, ex-patinadora artística norte-americana.
  - Robert Downey Jr., ator, produtor e roteirista norte-americano.
- 1966 — Mike Starr, baixista estadunidense (m. 2011).
- 1967 — Georgios Mavrotas, ex-jogador de polo aquático e político grego.
- 1968 — Jesús Rollán, jogador de polo aquático espanhol (m. 2006).
- 1969 — Mo Cowan, advogado e político norte-americano.
- 1970
  - Greg Garcia, diretor, produtor e roteirista americano.
  - Jason Stoltenberg, ex-tenista australiano.
  - Yelena Yelesina, ex-atleta russa.
  - Håvard Flo, ex-futebolista norueguês.
  - Assayida Ahd Abdullah Hamed Al Busaidi, sultana-consorte omani.
  - Barry Pepper, ator e produtor canadense.
- 1971 — Dietmar Kühbauer, ex-futebolista e treinador de futebol austríaco.
- 1972
  - Jill Scott, cantora, compositora e atriz americana.
  - Jerome Damon, ex-árbitro de futebol sul-africano.
- 1973
  - David Blaine, mágico e produtor americano.
  - Loris Capirossi, ex-motociclista italiano.
  - Kelly Price, cantora e compositora americana.
  - Sven Vermant, ex-futebolista e treinador de futebol belga.
- 1974 — Joaquim Horta, ator português.
- 1975 — Scott Rolen, ex-jogador de beisebol americano.
- 1976
  - Sébastien Enjolras, automobilista francês (m. 1997).
  - Emerson, ex-futebolista brasileiro.
  - James Roday, ator, diretor e roteirista americano.
- 1977
  - Stephan Bonnar, lutador estadunidense (m. 2022).
  - Adam Dutkiewicz, guitarrista, compositor e produtor estadunidense.
- 1978 — René Wolff, ex-ciclista alemão.
- 1979
  - Heath Ledger, ator australiano (m. 2008).
  - Roberto Luongo, ex-jogador de hóquei no gelo canadense.
  - Natasha Lyonne, atriz estadunidense.
  - Tiago Silva, ex-futebolista brasileiro.
  - Renato Felizardo, ex-jogador de vôlei brasileiro.
  - Andy McKee, guitarrista americano.
  - Maksim Opalev, canoísta russo.
- 1980
  - Björn Wirdheim, automobilista sueco.
  - C4bal, músico brasileiro.
- 1981
  - Currensy, rapper americano.
  - Ned Vizzini, escritor e roteirista americano (m. 2013).
  - Rico, ex-futebolista brasileiro.
  - Paul Codrea, ex-futebolista romeno.
  - Alexandr Kolobnev, ex-ciclista russo.
- 1983
  - Eric Andre, comediante americano.
  - Ben Gordon, jogador de basquete americano.
  - Amanda Righetti, atriz estadunidense.
  - Mounir Obbadi, ex-futebolista marroquino.
- 1984
  - Arkady Vyatchanin, ex-nadador russo.
  - Gilsinho, ex-futebolista brasileiro.
  - Mahamat Déby Itno, militar e político chadiano.
  - Charles Dias, ex-futebolista brasileiro.
- 1985
  - Rudy Fernández, ex-jogador de basquete espanhol.
  - Dudi Sela, ex-tenista israelense.
- 1986
  - Alexander Tettey, ex-futebolista norueguês.
  - Aiden McGeady, ex-futebolista irlandês.
  - Lance Dos Ramos, ator venezuelano.
  - Cyndie Allemann, automobilista suíça.
  - Eunhyuk, cantor, compositor e dançarino sul-coreano.
- 1987
  - Sami Khedira, ex-futebolista alemão.
  - McDonald Mariga, ex-futebolista queniano.
  - Júnior Moraes, ex-futebolista brasileiro-ucraniano.
  - Goran Šubara, futebolista australiano.
  - Sarah Gadon, atriz canadense.
- 1988
  - Frank Fielding, futebolista britânico.
  - Nadine Kessler, ex-futebolista alemã.
  - Mauro Formica, ex-futebolista argentino
- 1989
  - Luiz Razia, automobilista brasileiro.
  - Vurnon Anita, futebolista neerlandês.
  - Junior Kabananga, futebolista congolês.
  - Christopher Herd, ex-futebolista australiano.
  - Natália Pereira, jogadora de vôlei brasileira.
- 1990
  - Douglas Silva Bacelar, futebolista brasileiro.
  - Steffen Fäth, handebolista alemão.
- 1991
  - Yui Koike, cantora e atriz japonesa.
  - Jamie Lynn Spears, atriz e cantora estadunidense.
  - Marlon Stöckinger, automobilista filipino.
  - Asia Muhammad, tenista norte-americana.
  - Chelsea Green, lutadora profissional canadense.
  - Lucas Lucco, cantor, ator e automobilista brasileiro.
  - Sam Meech, velejador neozelandês.
- 1992
  - Christina Metaxa, cantora e compositora cipriota.
  - Ricky Dillon, youtuber e cantor americano.
  - Alexa Nikolas, atriz estadunidense.
  - Gustavo Campanharo, futebolista brasileiro.
  - Nathan Trent, cantor austríaco.
- 1993
  - Frank Kaminsky, jogador de basquete americano.
  - Daniela Bobadilla, atriz mexicana.
  - Lorenzo Savadori, motociclista italiano.
- 1994
  - Rúben Semedo, futebolista português.
  - Gregor Mühlberger, ciclista austríaco.
- 1995
  - Dmitriy Balandin, nadador cazaque.
  - Jesús Herrera Jaime, jogador de vôlei cubano.
  - Walace, futebolista brasileiro.
- 1996
  - Austin Mahone, cantor, compositor e ator estadunidense.
  - Jannik Steimle, ciclista alemão.
- 1998 — Benjamin Diez, jogador de vôlei francês.
- 2000 — Luciano Vicentín, jogador de voleibol argentino.

### Século XXI
- 2001 — Anzor Alem, ator e compositor congolês.
- 2003 — Harvey Elliott, futebolista britânico.
- 2016 — Messi, cão-ator francês.

## Mortes

### Anterior ao século XIX
- 0397 — Ambrósio de Milão, religioso e santo italiano (n. 340).
- 0636 — Isidoro de Sevilha, arcebispo espanhol (n. 560).
- 0896 — Papa Formoso (n. 816).
- 0968 — Abu Firas Hamadani, príncipe e poeta árabe (n. 932).
- 1284 — Afonso X de Castela (n. 1221).
- 1292 — Papa Nicolau IV (n. 1220).
- 1406 — Roberto III da Escócia (n. 1337).
- 1535 — Beatriz de Baden, condessa do Palatinado-Simmern (n. 1492).
- 1588 — Frederico II da Dinamarca (n. 1534).
- 1589 — Benedito, o Mouro, santo católico (n. 1524).
- 1609 — Carlos Clúsio, botânico, micologista e acadêmico flamengo (n. 1525).
- 1617 — John Napier, matemático, físico e astrônomo escocês (n. 1550).
- 1643 — Simão Episcópio, teólogo e acadêmico neerlandês (n. 1583).
- 1743 — Robert Ainsworth, lexicógrafo britânico (n. 1660).
- 1774 — Oliver Goldsmith, romancista, dramaturgo e poeta irlandês (n. 1728).

### Século XIX
- 1807 — Jérôme Lalande, astrônomo e acadêmico francês (n. 1732).
- 1817 — André Masséna, general francês (n. 1758).
- 1821 — Francisco António de Araújo e Azevedo, militar e administrador colonial português (n. 1772).
- 1823 — Amélia Luísa de Arenberg, duquesa na Baviera (n. 1789).
- 1841 — William Henry Harrison, general e político americano (n. 1773).
- 1849 — José Xavier Mouzinho da Silveira, estadista português (n. 1780).
- 1870 — Heinrich Gustav Magnus, químico e físico alemão (n. 1802).
- 1878 — Richard Brewer, criminoso americano (n. 1850).
- 1879 — Heinrich Wilhelm Dove, físico e meteorologista alemão (n. 1803).
- 1883 — Peter Cooper, empresário e filantropo americano (n. 1791).
- 1893 — Alphonse Pyrame de Candolle, botânico francês (n. 1806).

### Século XX
- 1909 — Adolf von Sonnenthal, ator austríaco (n. 1834).
- 1919 — William Crookes, químico e físico britânico (n. 1832).
- 1923 — John Venn, matemático e filósofo britânico (n. 1834).
- 1929
  - João Franco, político e estadista português (n. 1855).
  - Karl Benz, engenheiro e empresário alemão (n. 1844).
- 1931 — André Michelin, empresário francês (n. 1853).
- 1932 — Wilhelm Ostwald, químico e acadêmico letão-alemão, ganhador do Prêmio Nobel (n. 1853).
- 1951 — George Albert Smith, religioso estadunidense (n. 1870).
- 1953 — Carlos II da Romênia (n. 1893).
- 1958 — Johnny Stompanato, soldado e guarda-costas americano (n. 1925).
- 1961 — Simion Stoilow, matemático e acadêmico romeno (n. 1873).
- 1963 — Antti Oskari Tokoi, socialista finlandês (n. 1873).
- 1967 — Héctor Scarone, futebolista e treinador uruguaio (n. 1898).
- 1968
  - Assis Chateaubriand, jornalista e político brasileiro (n. 1891).
  - Martin Luther King Jr., pastor e ativista americano, ganhador do Prêmio Nobel (n. 1929).
- 1969 — Friedrich von Huene, paleontólogo alemão (n. 1875).
- 1976 — Harry Nyquist, engenheiro e teórico sueco (n. 1889).
- 1979
  - Zulfikar Ali Bhutto, advogado e político paquistanês (n. 1928).
  - Edgar Buchanan, ator norte-americano (n. 1903).
- 1981 — Carl Ludwig Siegel, matemático alemão (n. 1896).
- 1983
  - Gloria Swanson, atriz estadunidense (n. 1899).
  - Bernard Vukas, futebolista croata (n. 1927).
- 1984 — Oleg Antonov, engenheiro e empresário russo-ucraniano (n. 1906).
- 1986 — Maria Aparecida Beruski, professora brasileira (n. 1959).
- 1987
  - C. L. Moore, escritora e acadêmica americana (n. 1911).
  - Trungpa Rinpoché, guru, poeta e erudito tibetano (n. 1939).
- 1991 — Max Frisch, dramaturgo e romancista suíço (n. 1911).
- 1993 — Alfred Mosher Butts, designer de jogos americano (n. 1899).
- 1996 — Barney Ewell, atleta americano (n. 1918).
- 1997 — Alparslan Türkeş, coronel e político turco (n. 1917).
- 1999 — Faith Domergue, atriz norte-americana (n. 1924).
- 2000
  - Tommaso Buscetta, mafioso italiano (n. 1928).
  - Brandãozinho, futebolista brasileiro (n. 1925).

### Século XXI
- 2001
  - Liisi Oterma, astrônoma finlandesa (n. 1915).
  - Ed Roth, ilustrador e engenheiro americano (n. 1932).
- 2004
  - Albéric Schotte, ciclista e treinador belga (n. 1919).
  - Octavio Ianni, sociólogo brasileiro (n. 1926).
  - Fernando Almeida, ator brasileiro (n. 1974).
- 2005 — Laerte Morrone, ator brasileiro (n. 1932).
- 2007
  - Bob Clark, ator, diretor, produtor e roteirista americano (n. 1941).
  - Karen Spärck Jones, cientista da computação e acadêmica britânica (n. 1935).
- 2008 — Wu Xueqian, político chinês (n. 1921).
- 2009
  - Isolda Cresta, atriz brasileira (n. 1929).
  - Giulite Coutinho, dirigente de futebol brasileiro (n. 1922).
- 2011
  - Scott Columbus, baterista americano (n. 1956).
  - Juliano Mer-Khamis, ator, diretor e ativista israelense (n. 1958).
  - Jackson Lago, político brasileiro (n. 1934).
- 2012
  - Claude Miller, diretor, produtor e roteirista francês (n. 1942).
  - Dubravko Pavličić, futebolista croata (n. 1967).
- 2013
  - Roger Ebert, jornalista, crítico e roteirista americano (n. 1942).
  - Carmine Infantino, ilustrador americano (n. 1925).
  - Noboru Yamaguchi, escritor japonês (n. 1972).
- 2014
  - Kumba Yalá, soldado e político bissau-guineense (n. 1953).
  - Eugénia Lima, acordeonista portuguesa (n. 1926).
- 2015 — Elmer Lach, jogador e treinador de hóquei no gelo canadense (n. 1918).
- 2016 — Chus Lampreave, atriz espanhola (n. 1930).
- 2017 — Mike Taylor, automobilista britânico (n. 1934).

## Feriados e eventos cíclicos
- Dia Internacional Contra as Minas Antipessoais

### Internacional
- Dia das Crianças - Hong Kong e Taiwan
- Dia da Libertação - Hungria
- Dia dos Heróis - Lesoto

### Brasil
- Dia Nacional do Parkinsoniano
- Aniversário do município de Aquidabã, Sergipe
- Aniversário do município de São Gabriel, Rio Grande do Sul
- Aniversário do município de Marília, São Paulo
- Aniversário do município de Coremas, Paraíba

### Cristianismo
- Isidoro de Sevilha
- Maria Aparecida Beruski
- Reginald Heber

## Outros calendários
- No calendário romano era o dia da véspera das nonas de abril.
- No calendário litúrgico tem a letra dominical C para o dia da semana.
- No calendário gregoriano a epacta do dia é xxvi ou 25.